# Menneskesmugling
Menneskesmugling (eng.: Human trafficking) er illegal transport af mennesker over landegrænser. I modsætning til menneskehandel foregår menneskesmugling med den smuglede persons samtykke, som regel mod et i forvejen fastsat beløb, der skal dække udgifterne til transport o.l.
Menneskesmugling kan ske af økonomiske årsager (som del af migration) eller som del af flugt, og alt efter omstændighederne kan det være ud- eller indrejse, der nødvendiggør smuglingen.